# Geraņimova
Geraņimova (hist., pol. Hieronimów, Hieronimowo) − wieś na Łotwie w novadsie Krasław, w pagastsie Kastuļina, 8 km na północny wschód od Agłony, nad jeziorem Geraņimovas Ildzs.

## Historia
Dobra te były od pierwszej połowy XVIII wieku atynencją obszernego majątku prawdopodobnie z siedzibą w Muszy lub w Ejsbachowej (Ejsbachowie, łot. Starodvorje). Majątek ten nabył Franciszek Michał Oskierko (Oskierka) herbu Murdelio, stolnik mozyrski, żonaty z Teresą Karężanką. Jednym z kolejnych dziedziców tego majątku był potomek Franciszka, Hieronim Oskierko żonaty z Januszkiewiczówną. Mieli dwóch synów: Leopolda, zmarłego bezżennie, i Hieronima, żonatego z Anielą Fölkersham (1825–1885) (Felkerzamb (1825–1884)), wojewodzianką inflancką. Najprawdopodobniej Hieronim ojciec wydzielił większą część majątku Ejsbachowa i utworzył z niego: osobną piękną majętność Hieronimowo z okazałą rezydencją, w położeniu nader malowniczym. Samo zaś Ejsbachowo (1352 dzies. rozl.) odtąd „Starym dworem” przezwano. (...) Grunta piaszczyste nie odznaczają się wcale urodzajnością, natomiast majątek ten obfituje w piękne sosnowe lasy i dostatek ma rybnych jezior, z którym najznaczniejszym jest jezioro Ejsbachowskie, sławne na całą okolicę z powodu poławiającej się w nim nader smakowitego gatunku sielawy. Dzisiejsza nazwa starej siedziby majątku (Starodvorje) jest pozostałością po zmienionej nazwie Ejsbachowa. Całość majątku liczyła wtedy 5409 dziesięcin ziemi i lasów.
Hieronim ojciec nową siedzibę nazwał Hieronimów od swego imienia. Jego syn odziedziczył majątek, a ostatnią właścicielką tych dóbr z linii Oskierków była córka jego i Anieli, Monika, która wyszła za swego kuzyna Alfonsa Oskierkę, również herbu Murdelio.
Po I rozbiorze Polski w 1772 roku Hieronimów, wcześniej wchodząc w skład Polskich Inflant Rzeczypospolitej, znalazł się na terenie ujezdu dyneburskiego guberni witebskiej Imperium Rosyjskiego. Powiat ten później przemianowano na powiat dźwiński. Na przełomie XIX i XX wieku dobra należały do parafii Birżagol. Od końca I wojny światowej miejscowość należy do Łotwy, która w okresie 1940–1990, jako Łotewska Socjalistyczna Republika Radziecka, wchodziła w skład ZSRR.

## Pałac
Oskierkowie wybudowali tu na początku XIX wieku pałac o ciekawej architekturze, który przetrwał do dzisiejszych czasów. Jego XIX-wieczna postać jest znana z rysunku Napoleona Ordy, późniejsza – ze zdjęcia z 1914 roku. Pałac składał się z trzech korpusów: centralny, piętrowy miał siedem osi, natomiast oba parterowe skrzydła były trójosiowe. Część centralna wzniesiona była na planie szerokiego prostokąta i była przykryta gładkim, niezbyt wysokim, czterospadowym dachem. Środkowa oś była poszerzona o pozorny ryzalit z szerokim oknem na parterze i balkonem we wnęce na I piętrze. Po obu stronach ryzalitu znajdowały się półokrągłe sklepione konchowo wnęki wysokie na dwie kondygnacje, z zawieszonymi nad nimi daszkami. We wnękach były drzwi wejściowe. Całą część środkowa była poprzedzona obszernym tarasem. Korpus środkowy był boniowany.
Prawdopodobnie w II połowie XIX wieku do pałacu dobudowano neogotyckie pawilony. Prawy miał okrągłą wieżę, zwieńczoną blankami, lewy – był kwadratowy i był zwieńczony również blankami oraz czterema narożnymi wieżyczkami. 
Pałac stał na szczycie niewielkiego wzgórza. Droga wjazdowa okrążała gazon założony przed budynkiem. Pałac był otoczony parkiem krajobrazowym.
Dziś w odrestaurowanym i przebudowanym pałacu mieści się oddział Państwowego Ośrodka Opieki Społecznej „Latgale”.
Majątek Hieronimów został opisany w 3. tomie Dziejów rezydencji na dawnych kresach Rzeczypospolitej Romana Aftanazego. 